# Septembre 1978

## Événements
- 3 septembre : messe inaugurale du pontificat de Jean-Paul Ier.

- 5 septembre : 
  - Jimmy Carter invite Sadate et Begin à un sommet à Camp David.
  - Rallye automobile : arrivée du Rallye de Nouvelle-Zélande.

- 7 septembre : Une manifestation d'opposition au Chah regroupe plus de 500 000 personnes dans les rues de Téhéran. Il s'agit à l'époque du plus grand rassemblement humain de l'histoire de l'Iran. Les slogans prononcés par la foule sont sans équivoque : « mort aux Pahlavis », « le Chah est un bâtard », « à-bas l'Amérique », « Hussein est notre guide, Khomeini est notre chef ». Pour la première fois depuis le début des manifestations, des appels à la République Islamique sont recensés, ils surpassent même ceux demandant l'application de la constitution de 1906, ce qui était jusque-là la principale revendication de l'opposition[1]. Pour la première fois depuis les émeutes de juin 1963, la loi martiale est décrétée à Téhéran.

- 8 septembre : des émeutes dans les quartiers populaires du sud de Téhéran sont violemment réprimées par l'armée (Vendredi noir), qui fait état de 87 morts et 205 blessés. L'opposition dénombre quant à elle plus de 4000 morts, dont 500 sur la seule Place Jaleh.

- 9 septembre : 700 ouvriers des raffineries pétrolières de Téhéran se mettent en grève pour exiger des augmentations de salaire et protester contre l'instauration de la loi martiale.

- 10 septembre (Formule 1) : Grand Prix automobile d'Italie.

- 11 septembre : Les ouvriers des raffineries pétrolières d'Ispahan, Chiraz, Tabriz et Abadan, se joignent à la grève de ceux de Téhéran.

- 12 septembre : la Conférence internationale sur les soins de santé primaires réunie à Almaty, alors Alma-Ata (URSS) établit la célèbre Déclaration d'Alma-Ata, soulignant la nécessité d'une action urgente de tous les gouvernements, de tous les personnels des secteurs de la santé et du développement ainsi que de la communauté internationale pour protéger et promouvoir la santé de tous les peuples du monde.

- 13 septembre : Des ouvriers téhéranais de l'industrie du ciment se mettent en grève pour exiger des augmentations de salaire, la fin de la loi martiale et la libération de tous les prisonniers politiques.

- 16 septembre : un tremblement de terre de magnitude 7,7 fait 15 000 victimes à Tabas en Iran.

- 17 septembre : 
  - accords de Camp David[2] (États-Unis) entre l'Égypte et Israël (septembre 1978 puis février 1979). Ils réaffirment que la résolution 242 reste le cadre de référence des négociations. En échange de l’établissement de relations normales entre l’Égypte et Israël, Begin s’engage à rendre par étape toute la péninsule du Sinaï occupé en 1973 et à y démanteler ses implantations de colons. L’Égypte ne peut y effectuer qu’un déploiement militaire limité. Pour la Cisjordanie et Gaza, les parties appellent à la conclusion d’accords transitoires d’un période de cinq ans. L’État hébreu promet de geler l’installation de colonies de peuplement en Cisjordanie pendant les négociations de paix, sans préjuger de la souveraineté future de la région. Israël accepte l’instauration d’une « autorité autonome » arabe élue dans les territoires occupés. La Jordanie sera associée à ce processus. Trois ans après l’établissement de l’autorité autonome, le statut définitif des territoires sera discuté entre Israël, l’Égypte, la Jordanie et les représentants élus de Cisjordanie et de Gaza. L’Égypte reconnaît officiellement Israël, qui obtient la liberté de navigation dans le canal de Suez. Il n’y a pas de formulation précise des droits des Palestiniens. Des ambiguïtés demeurent concernant le lien entre le traité de paix séparé israélo-égyptien à venir et l’établissement de l’autonomie palestinienne dans la bande de Gaza et en Cisjordanie.
  - Rallye automobile : arrivée du Critérium du Québec.

- 18 septembre : En Iran, des employés de la banque centrale révèlent que 177 personnalités de premier plan (parmi lesquelles : le premier ministre Sharif-Emami, le général Oveisi (en), l'ancien premier ministre Amouzegar, le général Moghaddam, le maire de Téhéran Shahrestani (en), le ministre de la santé Mojdehi (en) et le président de la National Iranian Oil Company) ont transféré plus de 2 milliards de dollars de l'époque (ce qui équivaut aujourd'hui à environ 8 milliards de dollars) en dehors du pays.

- 19 septembre : l’OLP condamne la « reddition » de Sadate et son passage du côté des intérêts américano-israéliens.

- 21 septembre (Rallye automobile) : arrivée du Tour de France automobile.

- 24 septembre : le Jura forme le vingt-sixième canton de la Confédération suisse.

- 28 septembre : décès du pape Jean-Paul Ier après seulement 33 jours de pontificat.

- 29 septembre :
  - Pieter Willem Botha devient Premier ministre d'Afrique du Sud. Amorce de changements en Afrique du Sud sous Pieter Botha.
  - Résolution 435 du Conseil de sécurité des Nations unies demandant à l'Afrique du Sud de rendre son indépendance à la Namibie.

## Naissances
- 2 septembre : Khaled Hammoutène, footballeur algérien.
- 5 septembre : Chris Hipkins, personnalité politique néo-zélandaise.
- 6 septembre : Peter van Huffel, musicien canadien.
- 7 septembre : 
  - Cartman, animateur radio, comédien, animateur de télévision, humoriste, chanteur, musicien et producteur[évasif] français.
  - Devon Sawa, acteur canadien.
- 12 septembre : Benjamin McKenzie, acteur américain.
- 14 septembre :
  - Alexander Aas, footballeur norvégien.
  - Sanaa Akroud, actrice, réalisatrice et cinéaste marocaine.
  - Patrick Bologna, homme d'affaires et un homme politique de la République Démocratique du Congo.
  - Ben Cohen, joueur international anglais de rugby à XV.
  - Piero Costantino, footballeur italo-suisse.
  - Ron DeSantis, homme politique américain.
  - Stéphane Dumas, basketteur français.
  - Benjamin Ferrou, joueur de rugby à XV et à sept français.
  - Carmen Kass, mannequin et joueuse d'échecs estonienne.
  - Steven Kaye, joueur de hockey sur glace canadien.
  - Per Ledin, joueur de hockey sur glace suédois.
  - Raj Nanda, joueur professionnel de squash australien.
  - Elizna Naudé, athlète sud-africaine spécialiste du lancer du disque.
  - Silvia Navarro, actrice mexicaine.
  - Oluoma Nnamaka, basketteur suédois.
  - Mario Regueiro, footballeur uruguayen.
  - Lorenzo Tugnoli, photojournaliste indépendant italien.
  - Elisabeth Willeboordse, judokate néerlandaise.
  - Charlie Winston, chanteur britannique.
- 15 septembre : 
  - Zach Filkins, musicien américain du groupe de pop rock (OneRepublic).
  - Rubén Garabaya, handballeur espagnol.
  - Eidur Guðjohnsen, footballeur islandais.
  - Kew Jaliens, footballeur néerlandais.
  - Antonella Papiro, femme politique italienne.
- 19 septembre : Lilia Merodio Reza, femme politique mexicaine
- 20 septembre :
  - Jason Bay, joueur de baseball canadien.
  - Julien Bonnaire, joueur international français de rugby à XV.
- 22 septembre : Daniella Alonso, actrice américaine.
- 24 septembre : Miguel Abellán, matador espagnol.
- 25 septembre : Irakli Kobakhidze, homme politique géorgien.
- 27 septembre : Janira Hopffer Almada, femme politique capverdienne.
- 30 septembre : 
  - Candice Michelle, catcheuse professionnelle américaine luttant à la WWE.
  - Juan Magán, chanteur, rappeur, disc jockey, producteur de musique, espagnol et dominicain.

## Décès
- 5 septembre : « Armillita Chico » (Fermín Espinosa Saucedo), matador mexicain (° 3 mai 1911).
- 7 septembre : Keith Moon, batteur du groupe britannique The Who.
- 8 septembre : Pancho Vladiguerov, compositeur et pianiste bulgare (° 31 mars 1899).
- 12 septembre : Frank Ferguson, acteur américain (° 25 décembre 1899).
- 24 septembre : Paul-Jacques Bonzon, écrivain français.
- 28 septembre : Jean-Paul Ier, né Albino Luciani, pape.